# Falácia formal
Falácia formal é um padrão de raciocínio inválido por conter uma falha na sua estrutura lógica, que pode ser expressado em um sistema padrão de lógica, como por exemplo a lógica proposicional. Um argumento que é formalmente falacioso é sempre considerado errado. A falácia formal é diferente de uma falácia informal, que pode ter uma forma lógica válida e ainda ser inconsistente porque uma ou mais premissas são falsas.
A presença de uma falácia formal em um argumento dedutivo não implica algo sobre as premissas do argumento ou sua conclusão, ambos podem realmente ser verídicos, podendo ser inclusive resultado do argumento. No entanto, o argumento dedutivo ainda é inválido, porque a conclusão não decorre das premissas da maneira descrita. Por extensão, um argumento pode conter uma falácia formal, mesmo que esse não seja dedutivo. Um argumento indutivo, por exemplo, que aplica de forma incorreta os princípios de probabilidade ou de causalidade pode dar origem a uma falácia formal.
"Argumentos falaciosos geralmente têm a aparência enganadora de serem bons argumentos." Reconhecer falácias em argumentos cotidianos pode ser difícil, pois os argumentos são muitas vezes incorporados em padrões retóricos que escondem as conexões lógicas entre suas afirmações. Falácias informais também podem explorar as fraquezas emocionais, intelectuais ou psicológicas do público.
Uma abordagem diferente para a compreensão e classificação de falácias é fornecida pela teoria da argumentação. Nesta abordagem, um argumento é considerado como um protocolo de interação entre indivíduos que tenta resolver seus desacordos. O protocolo é regulamentado por certas regras de interação e violações dessas regras são falácias.
Tais falácias são usadas em muitas formas de comunicações modernas, onde a intenção é influenciar o comportamento e mudar as crenças. Exemplos hoje na mídia de massa incluem, mas não estão limitados, à propaganda, anúncios, política, editoriais de jornais e opiniões baseadas em noticiários.

## Em contraste com a falácia informal
A lógica formal não é utilizada para determinar se um argumento é verdadeiro ou não. Argumentos formais podem ser válidos ou inválidos. Um argumento válido também pode ser correto ou incorreto:
- Um argumento válido tem uma estrutura formal correta. Um argumento válido é aquele em que se as premissas são verdadeiras, a conclusão deve ser verdadeira.
- Um argumento correto é um argumento formalmente correto, que, além disso, contém premissas verdadeiras.

O ideal é que o melhor tipo de argumento formal seja tanto um argumento correto quanto válido.
Falácias formais não levam em conta a consistência de um argumento, mas sim a sua validade. Premissas na lógica formal são comumente representadas por letras (mais comumente P e Q). A falácia ocorre quando a estrutura do argumento é incorreta, apesar da veracidade das premissas.
Através dos modus ponens, o seguinte argumento não contém falácias formais:Se P então Q
1. P
2. Portanto Q

A falácia lógica associada a este formato do argumento é conhecida como afirmação do consequente, que ficaria assim:
1. Se P então Q
2. Q
3. Portanto P

Isso é uma falácia, pois não leva em conta outras possibilidades. Para ilustrar isso com mais clareza, substitua as letras com premissas:
1. Se chover, a rua ficará molhada.
2. A rua está molhada.
3. Portanto, choveu.

Embora seja possível que esta conclusão seja verdadeira, isso não significa necessariamente que ela deva ser verdade. A rua pode estar molhada por uma variedade de outras razões que este argumento não leva em conta. No entanto, se olharmos para a forma válida do argumento, podemos ver que a conclusão tem que ser verdadeira:
1. Se chover, a rua ficará molhada.
2. Choveu.
3. Portanto, a rua está molhada.

Este argumento é válido e, se realmente choveu, ele também seria correto.
Se os enunciados 1 e 2 são verdadeiros, o seguinte enunciado 3 também é verdadeiro. No entanto, pode ainda ser o caso de que os enunciados 1 ou 2, não serem verdadeiros. Por exemplo:
1. Se Albert Einstein faz um enunciado sobre ciência, ele é correto.
2. Albert Einstein declara que a mecânica quântica é determinística.
3. Portanto, é verdade que a mecânica quântica é determinística.

Neste caso, a declaração 1 é falsa. A falácia informal em particular que está sendo cometida nesta afirmação é o argumento de autoridade. Em contrapartida, um argumento com uma falácia formal ainda poderia conter todas as premissas verdadeiras:
1. Se Bill Gates possui o Fort Knox, então ele é rico.
2. Bill Gates é rico.
3. portanto, Bill Gates possui o Fort Knox.

Embora, 1 e 2 sejam afirmações verdadeiras, 3 não as segue porque o argumento comete a falácia formal da afirmação do consequente.
Um argumento pode conter tanto uma falácia informal quanto uma falácia formal e ainda levar a uma conclusão que possa ser verdade, por exemplo, mais uma vez afirmar o consequente, agora também de uma premissa falsa:
1. Se um cientista faz uma declaração sobre ciência, ela está correta.
2. É verdade que a mecânica quântica é determinística.
3. Portanto, um cientista fez uma declaração sobre isso.